# Niccolò III d'Este
Niccolò III d'Este (Ferrara, 9 novembre 1383 – Milano, 26 dicembre 1441) riuscì ad ampliare la zona di influenza di Ferrara e seppe mediare politicamente tra le potenze allora in lotta in Italia. Di lui si dice che avesse avuto moltissime amanti e il suo nome è legato alla tragica vicenda di Ugo e Parisina.

## Biografia

### Ascesa al potere
Era figlio di Alberto V d'Este e di Isotta Albaresani. Alla morte del padre nel 1393 aveva soltanto dieci anni. Per questo motivo, fu nominato un Consiglio di reggenza che avrebbe governato i domini degli Estensi fino alla sua maggiore età. Il Consiglio di Reggenza, sotto la protezione di Venezia doveva risolvere il problema delle pretese di Azzo X d'Este, discendente da Obizzo II d'Este che contestava il diritto di Nicolò III a salire sul trono perché figlio naturale. Queste pretese venivano avanzate anche se Niccolò III era stato legittimato con una bolla pontificia ed era quindi idoneo alla successione, dato che Ferrara era allora un vicariato papale.

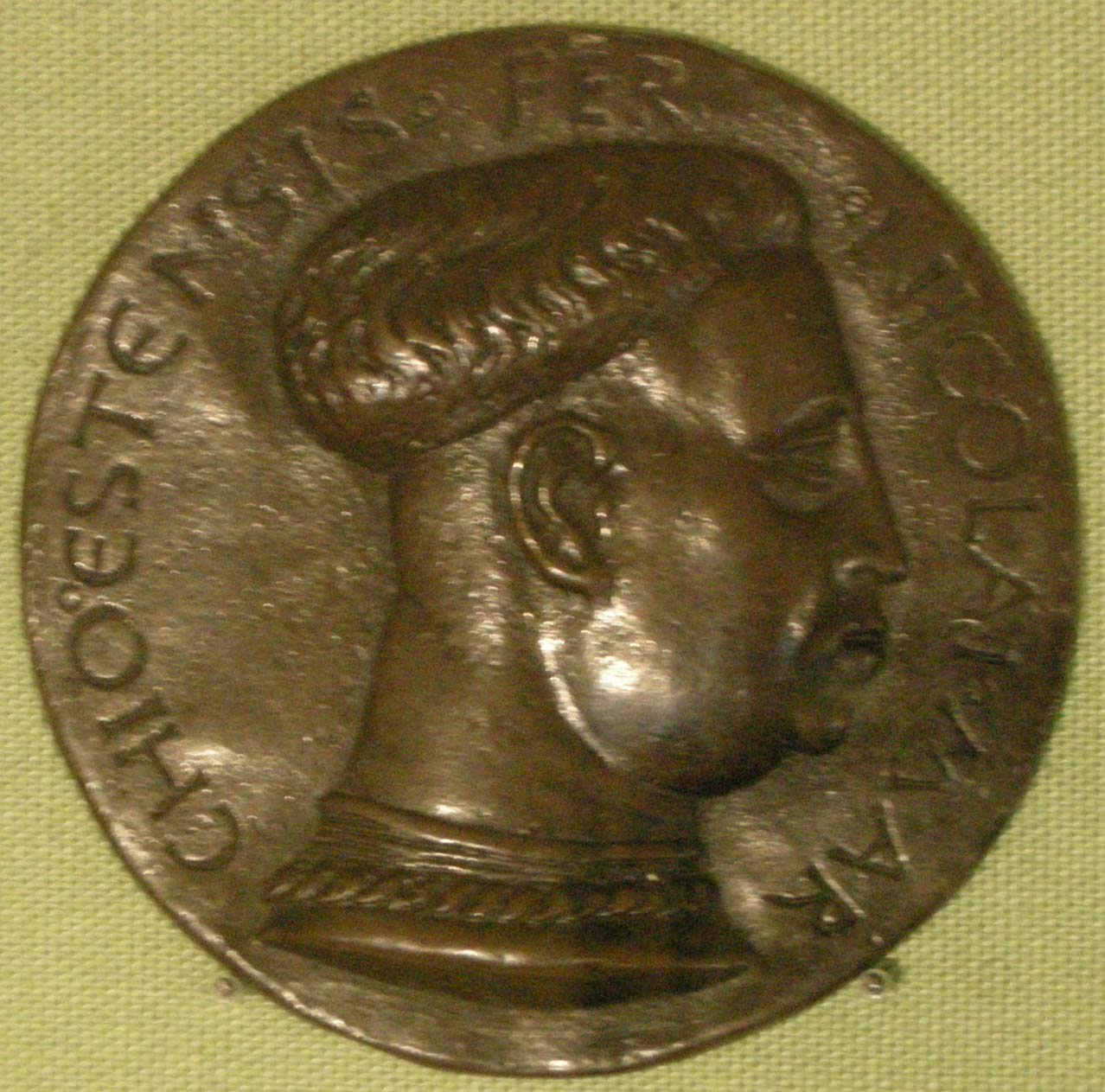
Amadio da Milano, medaglia di Niccolò III d'Este

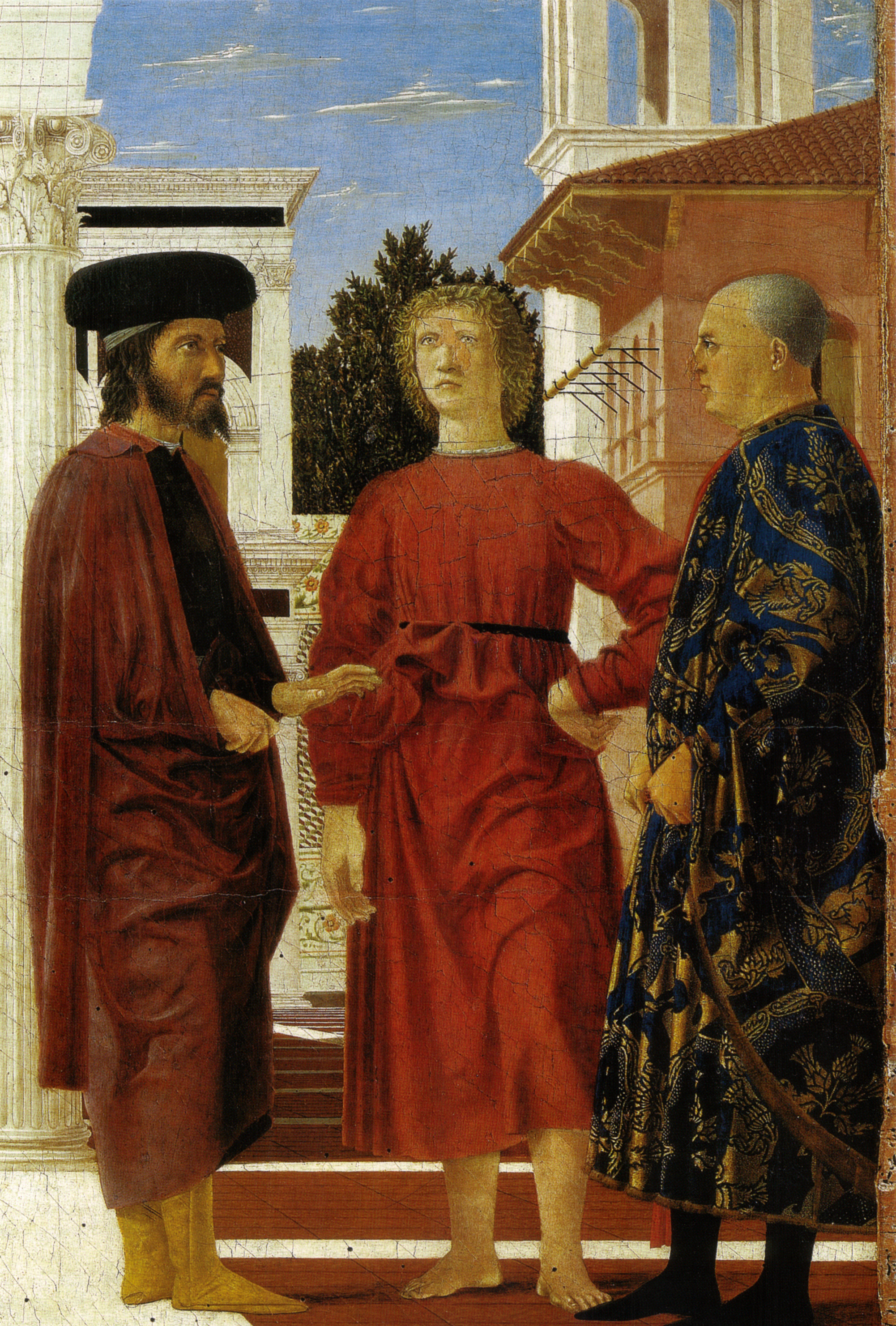
Piero della Francesca, Flagellazione (Niccolò III dovrebbe essere il personaggio a destra)

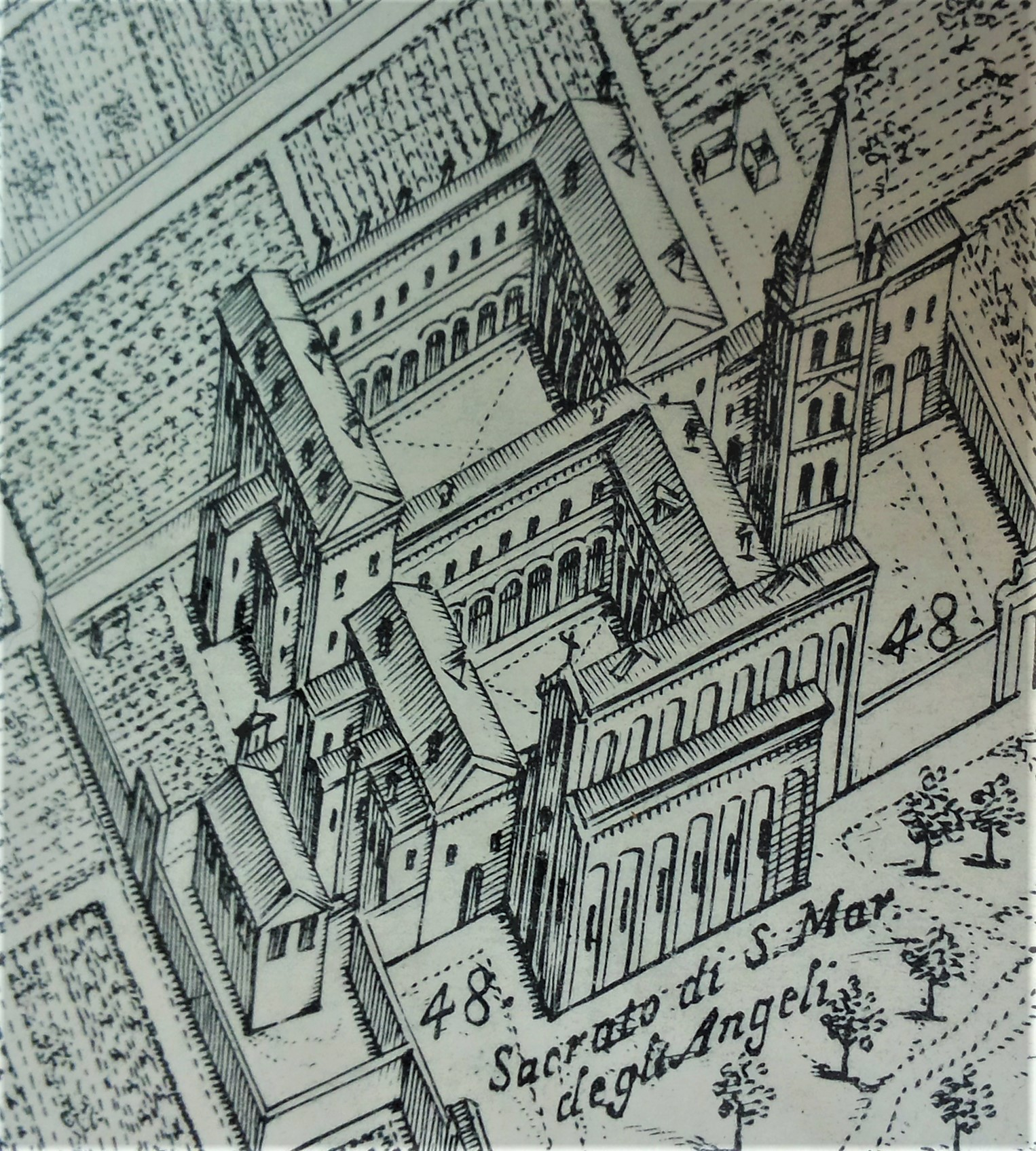
La chiesa di Santa Maria degli Angeli, non più esistente, dove venne sepolto.

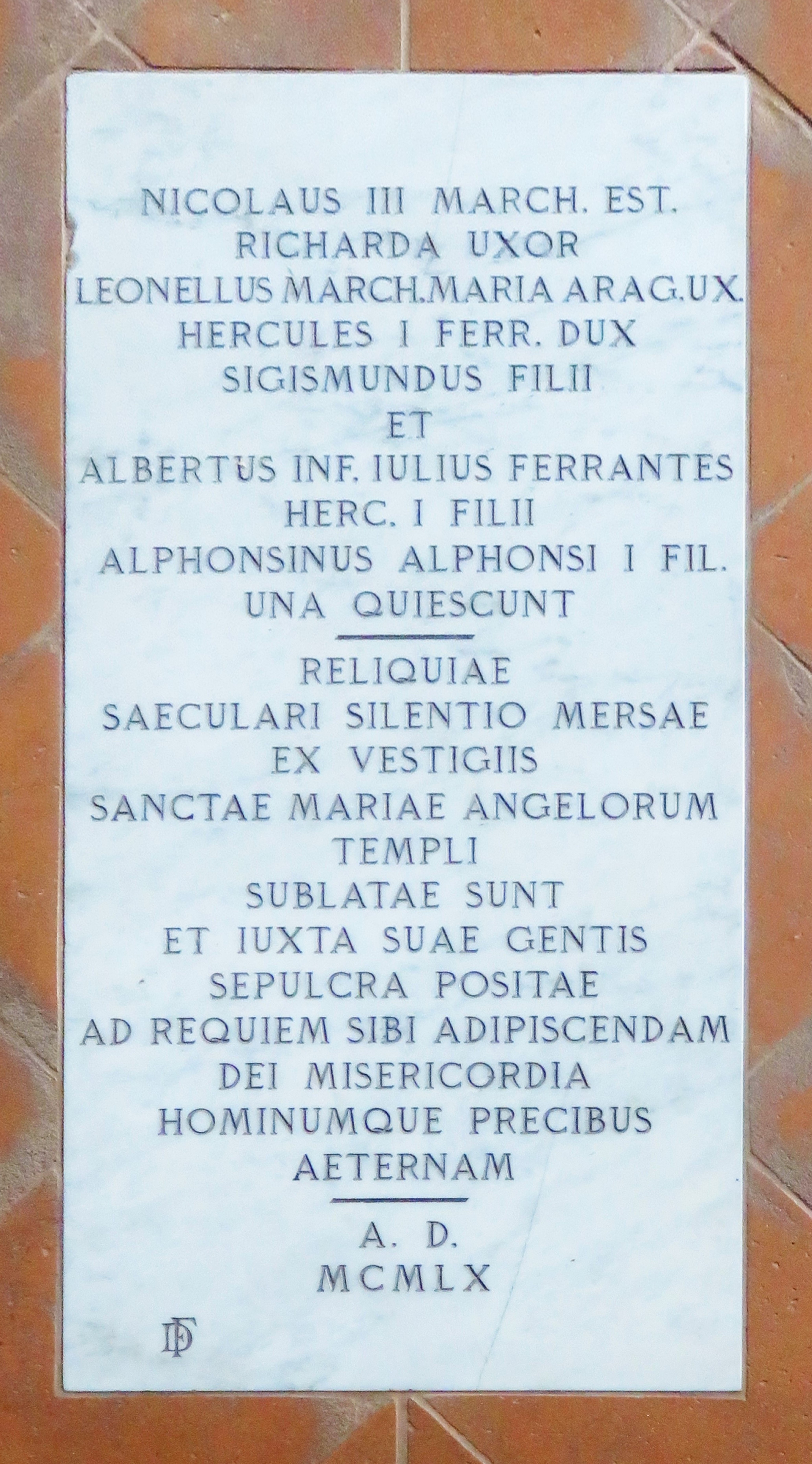
Monastero del Corpus Domini, a Ferrara. Lapide nella sala del coro che ricorda la presenza dei resti mortali del marchese traslati in quel luogo dalla scomparsa chiesa di Santa Maria degli Angeli.

Il pretendente alla successione nel 1395 si era rifugiato nel castello dell'alleato Giovanni da Barbiano e da questo luogo voleva partire in armi verso Ferrara. Il Consiglio di Reggenza pensò di scongiurare questa minaccia proponendo a Giovanni da Barbiano lo scambio fra la testa di Azzo X e i territori di Lugo e Conselice. Lo scambio avvenne, tuttavia la testa consegnata ai ferraresi non fu quella di Azzo, bensì quella di un servo sacrificato al suo posto per via della somiglianza tra i due. Il servo, rivestito degli abiti del signore fu ucciso e massacrato di botte per renderne difficile il riconoscimento; il suo cadavere fu portato a Ferrara come cadavere di Azzo. I ferraresi, però, con l'aiuto di Venezia riuscirono ugualmente a sconfiggere Azzo X nella battaglia di Portomaggiore, che non protrasse nel tempo le sue rivendicazioni e si ritirò nei suoi possedimenti di Este, dove morì di morte naturale nel 1415.

### Attività politica
Niccolò riuscì con alcune azioni militari, e grazie a una politica di mediazione fra le potenze allora in lotta in Italia, l'impero, il papato, Venezia, Milano e Firenze, a ingrandire i territori soggetti a Ferrara e a liberarsi di un enorme debito contratto con Venezia. In particolare, a partire dal 1430, approfittò dell'aggressione della Repubblica di Firenze, nei confronti di Lucca, all'epoca signoria di Paolo Guinigi, per far penetrare suoi agenti e soldati in Garfagnana, impadronendosi di gran parte di quel territorio, che mai fu restituito alla Repubblica di Lucca.   
Un'azione conclusa atrocemente fu quella contro Ottobuono de' Terzi, che deteneva Parma ed era noto per la sua ferocia e crudeltà. Niccolò lo fece uccidere in un agguato tesogli a Rubiera, località sulla via Emilia fra Modena e Reggio, dove il Terzi si era recato per incontrarlo. Il cadavere, portato a Modena e dato in pasto al popolo, fu letteralmente fatto a pezzi che furono esposti alle porte della città; si dice che il cuore fosse stato mangiato, mentre la testa fu donata all'acerrimo nemico Pietro Maria I de' Rossi che la espose su una picca all'ingresso del castello di Felino. Niccolò III non si appropriò di Parma che consegnò invece a Filippo Maria Visconti ottenendone in cambio Reggio, che in passato era già stata dominio degli Estensi, cedutagli da Antonio da Vallisnera, già capitano del Terzi.

### Fama di amante e tragedia di Ugo e Parisina
Più che per le imprese belliche e politiche Niccolò è ricordato per la sua intensa attività amorosa. Matteo Bandello lo definisce il gallo di Ferrara e scrive: in Ferrara e nel contado non c'era cantone ove egli non avesse alcun figlio bastardo. Fra il popolo era diffuso il detto: di qua e di là dal Po son tutti figli di Niccolò.
Si dice che abbia avuto oltre ottocento amanti, la più nota delle quali fu Stella de' Tolomei detta anche dell'Assassino, dalla quale ebbe tre figli: Ugo (1405-1425), Leonello (1407-1450) e Borso (1413-1471). Leonello fu legittimato dal papa Eugenio IV, e quindi reso idoneo alla successione. Il padre gli fece sposare Margherita Gonzaga; grazie a questo matrimonio Niccolò ottenne dai Gonzaga una notevole riduzione dell'enorme debito contratto dagli Estensi per la costruzione del monumentale castello di Ferrara.
Oltre alle innumerevoli amanti Nicolò ebbe tre mogli: Gigliola da Carrara, Parisina Malatesta e Ricciarda di Saluzzo. Nicolò sposò Gigliola da Carrara quando aveva solo tredici anni, ma nonostante l'età, aveva già intrapreso un'attività amatoria intensa, tanto che a quindici anni contrasse un male venereo e fu sul punto di morire.
Morta Gigliola da Carrara nel 1416, sposò Laura Malatesta detta Parisina. A questo matrimonio è legata una delle vicende più cruente della storia degli Estensi (ispirando, tra l’altro, molta letteratura). Parisina era giovane e, secondo le cronache dell'epoca, molto bella; aveva circa l'età dei figli illegittimi più vecchi di Niccolò, tra cui Ugo. Giunta a Ferrara incontrò Ugo, i due si erano già conosciuti durante le trattative matrimoniali. Approfittando delle numerose assenze da Ferrara di Niccolò, iniziarono una relazione amorosa. Niccolò fu informato della cosa: infatti, fece praticare un foro sul soffitto della stanza in cui si incontravano i due amanti, grazie al quale con un sistema di specchi si poteva vedere tutto ciò che accadeva nella camera sottostante. Ebbe così la prova certa del tradimento dei due amanti che furono fatti imprigionare e decapitare. Con una mossa del tutto ipocrita ordinò uguale pena per tutte le donne adultere di Ferrara: una condanna curiosa, vista la sua nota attività sessuale che non faceva certamente distinzione fra donne nubili o sposate. La leggenda vuole che uno specchio, esistente nel castello, sia quello attraverso il quale il marchese vide il tradimento.
Rimasto nuovamente vedovo, Nicolò dopo due anni sposò Ricciarda di Saluzzo dalla quale ebbe i figli Ercole (1431 - 1505), che diventò poi duca di Ferrara, e Sigismondo.

### Morte e successione
Niccolò si era preoccupato della sua discendenza alla signoria di Ferrara, redigendo a Milano nello stesso giorno della sua morte il 26 dicembre 1441 un testamento che stabiliva l'ordine della successione: prima Leonello, poi i figli legittimi di Leonello e, in mancanza di questi, Ercole e Sigismondo. Nel testamento non indicò il figlio naturale Borso, che invece successe a Leonello.
Fu sepolto inizialmente a Ferrara nella chiesa di Santa Maria degli Angeli, che lui stesso aveva voluto fosse costruita nel 1440. In seguito alla sua distruzione, conseguenza degli editti napoleonici della fine del XVIII secolo, i suoi resti vennero traslati nel 1955 nel monastero del Corpus Domini.

## Riapertura dell'Università di Ferrara
Dopo la sua fondazione, avvenuta grazie ad una bolla papale di Bonifacio IX ottenuta dal padre e suo predecessore Alberto V d'Este nel 1391, l'Università degli Studi di Ferrara era stata chiusa per motivi economici solo tre anni dopo. Niccolò III, nel 1402, la riaprì ridandole prestigio e chiamando nel ruolo di docenti personalità importanti come Pietro d'Ancarano (che veniva dall'Università di Bologna), Antonio da Budrio e Giovanni da Imola.

## Ascendenza
|                    |     |                  | Genitori                 |  |  | Nonni |  |  | Bisnonni               |  |  | Trisnonni        |  |
|                    |     |                  |                          |  |  |       |  |  | Aldobrandino II d'Este |  |  | Obizzo II d'Este |  |
|                    |     |                  |                          |  |  |       |  |  | Aldobrandino II d'Este |  |  | Obizzo II d'Este |  |
|                    |     | Jacopina Fieschi |                          |  |  |       |  |  | Aldobrandino II d'Este |  |  |                  |  |
| Obizzo III d'Este  |     |                  |                          |  |  |       |  |  | Aldobrandino II d'Este |  |  |                  |  |
|                    |     | Alda Rangoni     | Tobia Rangoni            |  |  |       |  |  |                        |  |  |                  |  |
|                    |     | Alda Rangoni     | Tobia Rangoni            |  |  |       |  |  |                        |  |  |                  |  |
|                    |     | Alda Rangoni     | Caracosa di Ugolino Lupi |  |  |       |  |  |                        |  |  |                  |  |
| Alberto V d'Este   |     | Alda Rangoni     |                          |  |  |       |  |  |                        |  |  |                  |  |
|                    |     | Iacopo Ariosti   | …                        |  |  |       |  |  |                        |  |  |                  |  |
|                    |     | Iacopo Ariosti   | …                        |  |  |       |  |  |                        |  |  |                  |  |
|                    |     | Iacopo Ariosti   | …                        |  |  |       |  |  |                        |  |  |                  |  |
| Lippa Ariosti      |     | Iacopo Ariosti   |                          |  |  |       |  |  |                        |  |  |                  |  |
|                    |     | ...              | …                        |  |  |       |  |  |                        |  |  |                  |  |
|                    |     | ...              | …                        |  |  |       |  |  |                        |  |  |                  |  |
|                    |     | ...              | …                        |  |  |       |  |  |                        |  |  |                  |  |
| Niccolò III d'Este |     | ...              |                          |  |  |       |  |  |                        |  |  |                  |  |
|                    | ... | …                |                          |  |  |       |  |  |                        |  |  |                  |  |
|                    | ... | …                |                          |  |  |       |  |  |                        |  |  |                  |  |
|                    | ... | …                |                          |  |  |       |  |  |                        |  |  |                  |  |
| Alberto Albaresani | ... |                  |                          |  |  |       |  |  |                        |  |  |                  |  |
|                    |     | ...              | …                        |  |  |       |  |  |                        |  |  |                  |  |
|                    |     | ...              | …                        |  |  |       |  |  |                        |  |  |                  |  |
|                    |     | ...              | …                        |  |  |       |  |  |                        |  |  |                  |  |
| Isotta Albaresani  |     | ...              |                          |  |  |       |  |  |                        |  |  |                  |  |
|                    |     | ...              | …                        |  |  |       |  |  |                        |  |  |                  |  |
|                    |     | ...              | …                        |  |  |       |  |  |                        |  |  |                  |  |
|                    |     | ...              | …                        |  |  |       |  |  |                        |  |  |                  |  |
| ...                |     | ...              |                          |  |  |       |  |  |                        |  |  |                  |  |
|                    |     | ...              | …                        |  |  |       |  |  |                        |  |  |                  |  |
|                    |     | ...              | …                        |  |  |       |  |  |                        |  |  |                  |  |
|                    |     | ...              | …                        |  |  |       |  |  |                        |  |  |                  |  |
|                    |     | ...              |                          |  |  |       |  |  |                        |  |  |                  |  |

## Discendenza

### Prole legittima
Niccolò sposò nel 1394 Gigliola da Carrara (1379-1416), dalla quale non ebbe figli.
Fonti posteriori riferiscono invece che dalla prima moglie Niccolò ebbe un solo figlio, Ugone conte di Rovigo, per il quale parto la donna morì.
Nel 1418 sposò Laura Malatesta dalla quale ebbe tre figli:
- Lucia (1419-1437), sposò Carlo Gonzaga;
- Ginevra (1419-1440), sposò Sigismondo Malatesta;
- Alberto Carlo (24 maggio 1421-1° luglio 1421[9]).

Nel 1429 sposò Ricciarda di Saluzzo dalla quale ebbe due figli:
- Ercole (1431–1505);
- Sigismondo (1433–1507).

### Prole illegittima
Nel corso del matrimonio con Gigliola, Niccolò ebbe tre figli e una figlia dall'amante Stella de' Tolomei:
- Ugo (1405 - 1425);
- Leonello (1407 - 1450), legittimato;
- Borso (1413 - 1471);
- Orsina, sposò Aldovrandino Rangoni da Modena, figlio di Jacopo Rangoni, poi il signore Niccolò II Malatesta detto "Cocco" e infine Andrea Gualengo, consigliere ducale;[10][11]

Niccolò ebbe numerose altre amanti e figli illegittimi, fra i quali sono noti:
Da Caterina Albaresani o Caterina di Taddeo medico:
- Meliaduse (1406 - 1452).

Da Anna de Roberti:
- Alberto, morto infante (1445?);
- Alberto (1425 - dopo il 1450[9]);
- Rinaldo (Ferrara 1435 - Ferrara 1503).

Da Filippa della Tavola o Camilla della Tavola:
- Alberto (10 novembre 1415 - 8 aprile 1502[9]), visse per qualche tempo in esilio a Napoli;
- Gurone (? - 1484), abate commendatario di Nonantola;
- Isotta (Ferrara, 27 aprile 1425[9] - gennaio 1456), sposò il conte Stefano di Segna il 22 aprile 1446.

Da amanti ignote:
- Folco (n. 1405);
- Isotta (14 giugno 1403 - 24 luglio 1404[9]);
- Margherita (1411 - 1476), sposò Galeotto Roberto Malatesta, signore di Rimini, poi divenne suora;
- Margherita, sposò Franceschino da Verona, medico ferrarese;
- Margherita (?-1452), sposò Galasso II Pio di Savoia, signore di Carpi;
- Camilla, sposò Rodolfo IV da Varano, signore di Camerino;
- Beatrice (1427 - 29 novembre 1497), sposò in prime nozze Niccolò I da Correggio e in seconde Tristano Sforza, figlio naturale di Francesco;
- Baldassarre (1432 - 1510);
- Bianca Maria (18 dicembre 1440 - Mirandola, 12 gennaio 1506), sposò Galeotto I Pico, conte sovrano di Concordia e signore della Mirandola;
- Verde, suora in Sant'Antonio a Ferrara.